# Misaki Oshigiri
Misaki Oshigiri (jap. 押切 美沙紀 Oshigiri Misaki; ur. 29 września 1992 w Nakasatsunai) – japońska panczenistka, dwukrotna medalistka mistrzostw świata.

## Kariera
Pierwszy sukces wśród seniorek Misaki Oshigiri osiągnęła w 2016 roku, kiedy wspólnie z Miho Takagi i Naną Takagi zdobyła srebrny medal w biegu drużynowym podczas dystansowych mistrzostw świata w Kołomnie. Na tej samej imprezie była także jedenasta w starcie masowym i biegu na 1500 m, a na dystansie 3000 m była czternasta. Srebro w drużynie wywalczyła również na dystansowych mistrzostwach świata w Gangneung rok później. W 2014 roku wystartowała na igrzyskach olimpijskich w Soczi, zajmując 22. miejsce na 1500 m oraz czwarte w biegu drużynowym. Ponadto na mistrzostwach świata juniorów w Moskwie w 2010 roku oraz rozgrywanych rok później mistrzostwach świata juniorów w Seinäjoki zdobywała drużynowo srebrne medale. Pierwsze indywidualne podium w zawodach Pucharu Świata wywalczyła 22 listopada 2015 roku w Salt Lake City, gdzie była trzecia w starcie masowym. W zawodach tych wyprzedziły ją jedynie Irene Schouten z Holandii oraz Kanadyjka Ivanie Blondin.